# Segura de Toro
Segura de Toro là một làng ở phía nam tỉnh Cáceres.

## Dân số
Đô thị này có 24.3% dân số là người già.